# Macchina da calcolo
Una macchina da calcolo o macchina calcolatrice è una macchina specificamente utile nell'esecuzione di calcoli matematici. Nel corso della storia sono state realizzate sia macchine da calcolo non automatizzate, sia macchine da calcolo automatizzate; le prime macchine da calcolo della storia sono non automatizzate; in seguito sono state realizzate le prime macchine da calcolo solo in parte automatizzate; infine sono state realizzate le prime macchine da calcolo completamente automatizzate. Le macchine da calcolo più efficienti nell'esecuzione di calcoli matematici sono quelle automatizzate. Le più avanzate sono in grado di sostituire completamente l'uomo nell'esecuzione dei calcoli matematici e hanno capacità di calcolo nemmeno paragonabili a quelle dell'uomo.

## Terminologia
Una macchina da calcolo, in grado di eseguire calcoli matematici, è anche chiamata "calcolatore" o "macchina calcolatrice". Un calcolatore automatizzato, in grado di eseguire complessi calcoli matematici ed eventualmente altri tipi di elaborazione dati diversi dal calcolo matematico, è anche chiamato "computer" o "elaboratore". Molto diffuso nel linguaggio comune è anche il termine "calcolatrice". Inteso come sostantivo e riferito ad una macchina, nasce per ellissi dall'espressione "macchina calcolatrice". Nella sua accezione più ampia, ha quindi lo stesso significato dell'espressione "macchina calcolatrice". Attualmente però, nel linguaggio comune, prevale nettamente un'accezione più ristretta: attualmente, nel linguaggio comune, con il termine "calcolatrice", inteso come sostantivo e riferito ad una macchina, quasi sempre si fa riferimento ad una macchina da calcolo automatizzata, di dimensioni fisiche contenute, in grado di eseguire calcoli numerici ma non altri tipi di elaborazione dati diversi dal calcolo matematico. Se la macchina da calcolo è in grado di eseguire altri tipi di elaborazione dati, oltre al calcolo matematico, nel linguaggio comune prevale l'uso del termine "computer".

## Storia

### Le origini: l'abaco

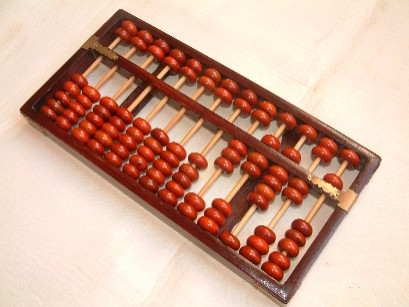
Un abaco cinese

La più antica macchina da calcolo, di cui si ha notizia, è l'abaco. L'abaco ha la semplice funzione di memorizzare i numeri di un calcolo aritmetico. Gli abachi erano spesso costituiti da una struttura di legno che sosteneva dei fili su cui scorrevano delle palline. Gli abachi furono usati durante i secoli precedenti all'introduzione delle prime calcolatrici meccaniche e sono stati largamente usati fino ad epoche molto recenti dai mercanti e dagli impiegati in Russia, Cina ed altrove.

### La capacità di eseguire calcoli matematici: il calcolatore
Fin dall'antichità l'uomo ha desiderato macchine in grado di eseguire calcoli matematici. Tale desiderio è ben riassunto nel XVII secolo dal matematico tedesco Gottfried Wilhelm von Leibniz: «Non è ammissibile che studiosi e scienziati, anziché elaborare e confrontare nuove teorie, perdano le proprie ore, come schiavi, nelle fatiche del calcolo, che potrebbe essere affidato a chiunque se si potessero usare delle macchine». Il più antico calcolatore, di cui si ha notizia, è la Macchina di Anticitera. Risalente al II secolo a.C., la Macchina di Anticitera è un calcolatore dedicato al calcolo astronomico. Per i primi calcolatori della storia dedicati al calcolo aritmetico, bisogna invece attendere il XVII secolo. Il primo in assoluto, di cui si ha notizia, è l'Orologio Calcolatore, progettato da Wilhelm Schickard e costruito nel 1623.

#### Il regolo calcolatore
Il regolo calcolatore è una tipologia di calcolatore meccanico analogico. Utilizzando le proprietà dei logaritmi, il regolo calcolatore facilita l'esecuzione di alcune operazioni matematiche (come ad esempio la moltiplicazione, la divisione, l'elevamento a potenza, l'estrazione di radice quadrata, ecc.).  Nel 1623 Edmund Gunter progetta e costruisce il più antico regolo calcolatore di cui si ha notizia. È costituito da due blocchi fisici: un'asta graduata e un compasso. Nel 1628 Edmund Wingate sostituisce il compasso con una seconda asta graduata. Nel 1632 William Oughtred realizza il più antico regolo circolare di cui si ha notizia.